# Royuela de Río Franco
Royuela de Río Franco è un comune spagnolo di 204 abitanti situato nella comunità autonoma di Castiglia e León.
Il comune comprende la località di La Veguecilla.